# Daufuskie Island
Daufuskie Island – jedna z wysp należących do Sea Islands, leżąca u wybrzeży Karoliny Południowej w pobliżu jej granicy z Georgią w hrabstwie Beaufort. Wyspa ma wymiary 8 x 4 km i leży około 20 km na północny wschód od centrum Savannah i około 4,5 km od brzegu. W 2000 roku wyspę zamieszkiwało około 250 mieszkańców.
W okresie panowania brytyjskiego w kolonii Karolina Południowa miał miejsce konflikt z wciąż silnymi na wschodnim wybrzeżu z indiańskimi szczepami Guale zwany Wojną Yamassee. Wtedy to jedna z utarczek miała miejsce w 1717 roku na Daufuskie Island i przeszła do historii jako Daufuskie Fight (Walka Daufuskie). Natomiast po wojnie secesyjnej na wyspie osiadło wielu afro-amerykanów nazywanych Gullah, których potomkowie są tam jeszcze do dziś.
Ze względu na dwie zabytkowe latarnie z 1872 i 1883 wyspa jest na amerykańskiej Narodowej Liście Historycznych Miejsc. Na wyspie jest także prywatne 18 dołkowe pole golfowe.